# Кольбах (приток Гершпренца)
Кольбах (нем. Kohlbach) — река в Германии, протекает по земле Гессен. Длина реки — 2,3 км, перепад высот — 55 м. Входит в речную систему реки Гершпренц.
Исток Кольбаха находится в Оденвальде, в 300 м восточнее бренсбахского района Хиппельсбах. Река течёт сначала в восточном направлении к долине, затем на дне долины поворачивает на юго-запад и течёт параллельно трассе L 3065. На уровне Kohlbacher Hof в Кольбах впадают 3 ручья. В Бренсбахе-Версау, возле отеля Kühler Grund и федеральной дороги B38, Кольбах впадает в Гершпренц.